# Yerba Buena Island

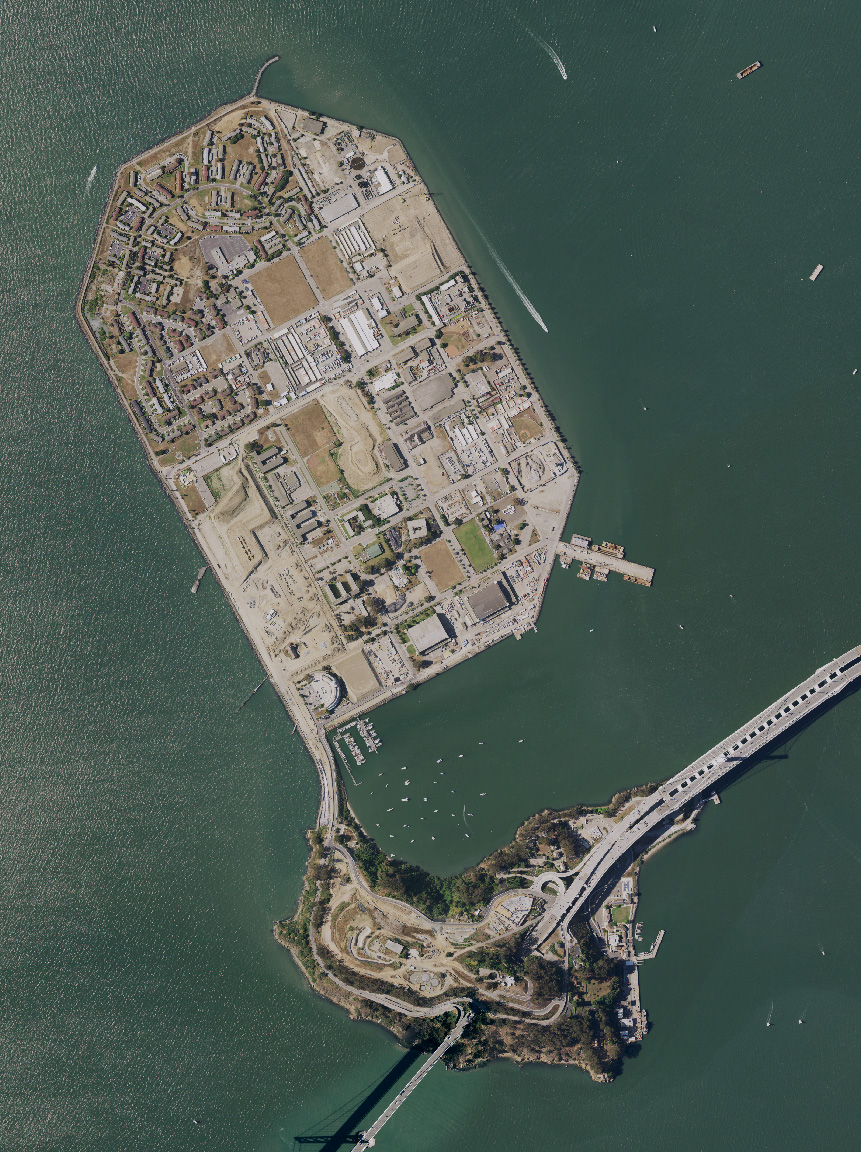
Satellietfoto van Yerba Buena Island (onder) en Treasure Island (boven)

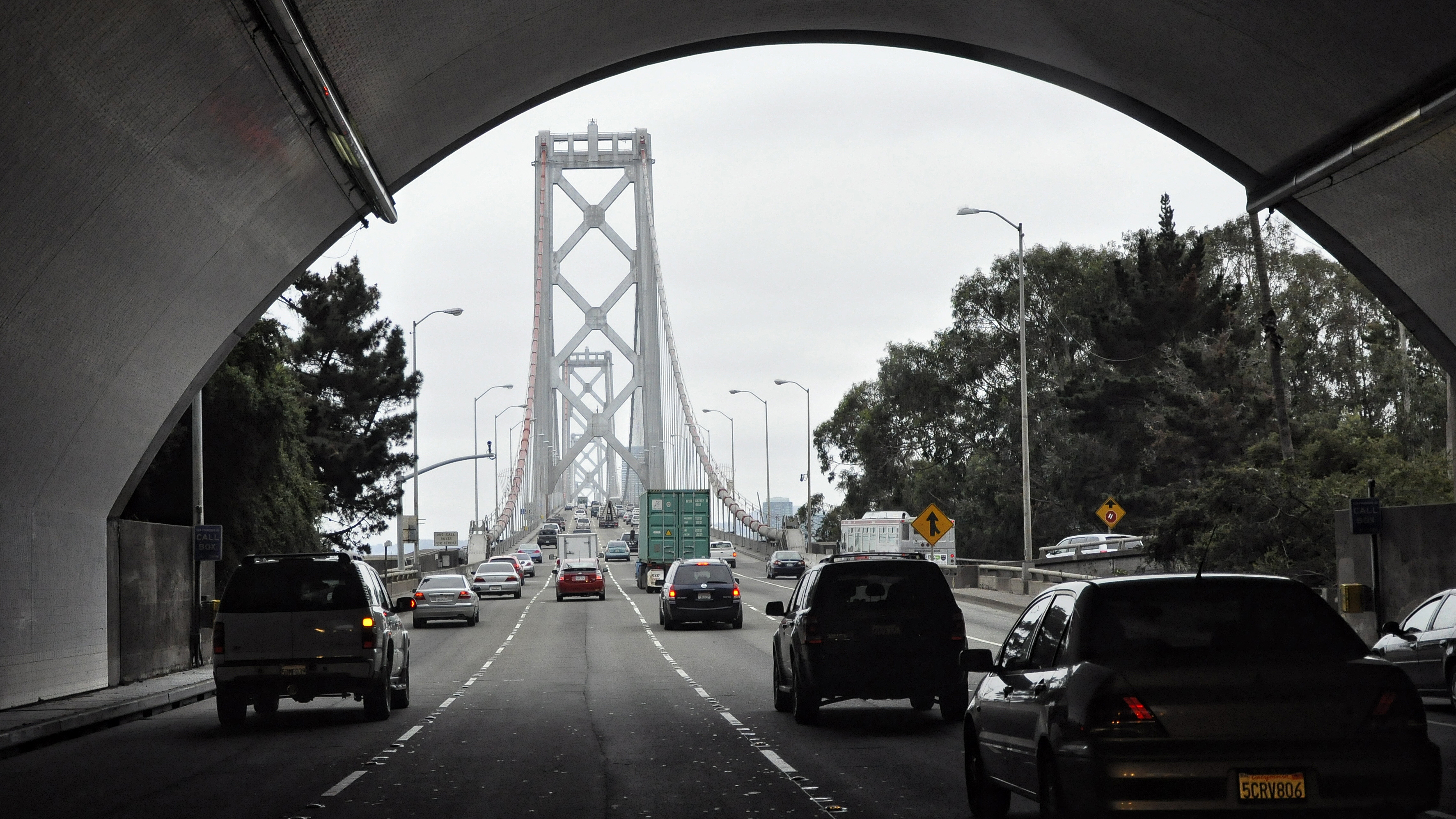
De Yerba Buena tunnel en het westelijk deel van de San Francisco-Oakland Bay Bridge

Yerba Buena Island is een klein eiland in de Baai van San Francisco tussen San Francisco en Oakland. Het eiland ligt in het midden van de San Francisco-Oakland Bay Bridge, waarvan de twee delen verbonden worden door een tunnel door Yerba Buena Island, de Yerba Buena Tunnel.
In de jaren 1930 werd naast Yerba Buena Island een kunstmatig eiland, Treasure Island, gebouwd om er de Golden Gate International Exposition te houden. Daarna werd het een marinebasis. Yerba Buena was in de vroege 20e eeuw een trainingskamp voor mariniers en is tegenwoordig grotendeels in gebruik door de Coast Guard. Yerba Buena en Treasure Island zijn door een dijk met elkaar verbonden. De bevolking van de twee eilanden bedroeg 2500 in 2010.
Yerba Buena Island, dat vroeger ook Sea Bird Island, Wood Island en Goat Island werd genoemd, is genoemd naar de oude Spaanse naam voor San Francisco. Hierba Buena betekent goede plant en is een gewas dat de Spanjaarden bij hun komst in deze streek veel aantroffen.